# Вольпини, Джузеппе
Джузеппе Вольпини (итал. Giuseppe Volpini; 1670 — 15 ноября 1729, Мюнхен) — итальянский скульптор и декоратор, мастер лепного и резного декора стукко эпохи барокко.

## Биография

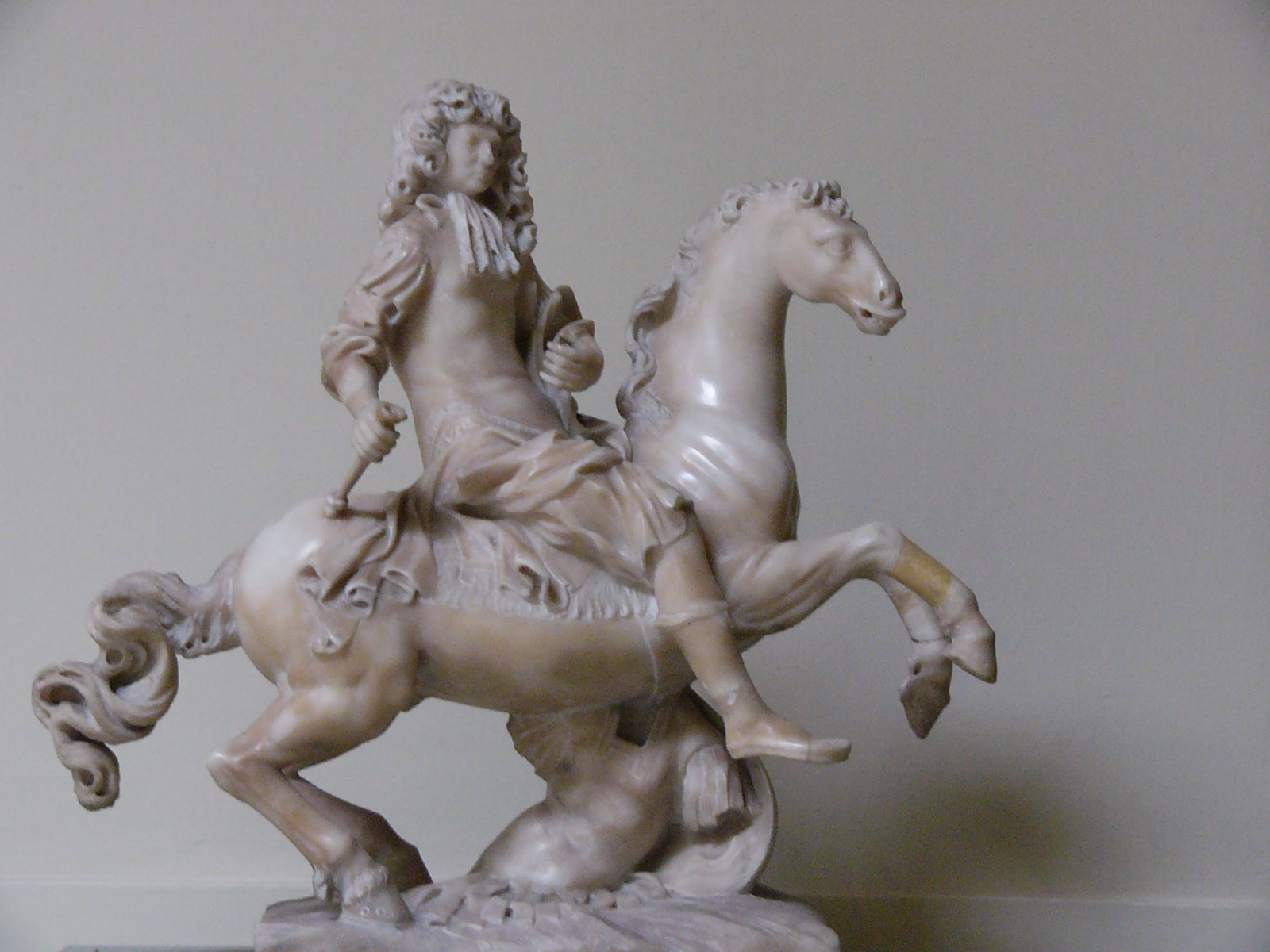
Баварский курфюрст Максимилиан Эмануэль II. 1729. Мрамор. Музей изобразительных искусств, Будапешт

Вольпини вероятно был родом из Милана (Ломбардия). Начал свою деятельность в 1704 году при дворе маркграфа Вильгельма Фридриха фон Ансбаха. В 1706—1707 годах он играл важную роль в перестройке приходской церкви в стиле барокко в Гунценхаузене, Бавария, создав новую кафедру, корпус органа и фонте (купель для крещения). Предположительно, Вольпипи также является автором Распятия главного алтаря.
С 1711 года скульптор работал преимущественно в Мюнхене. С 1715 года и до конца своей жизни Вольпини занимал должность придворного скульптора баварских курфюрстов. Он выполнил мраморный бюст Максимилиана Филиппа Джироламо. В 1728 году курфюрст Карл Альбрехт назначил его придворным инспектором по антиквариату, которому было поручено реставрировать скульптуры в Aнтиквариуме резиденции и поддерживать статуи и лепные украшения в дворцовых зданиях.
Вольпипи создал шесть статуй (больше других скульпторов) для дворцовых садов Нимфенбурга близ Мюнхена. Он создал лепную фигуру Марии Магдалины в садовом павильоне-гроте Магдалененклауз (Magdalenenklause) в том же парке, а также фигурки путти водных каскадов.
Вольпини работал над проектом оформления вестибюля и лепным декором (рельефы стукко и терракоты) «Sala terrena» (Зала первого этажа) резиденции баварских Виттельсбахов — дворца Шлайсхайм. В Музее изобразительных искусств в Будапеште хранится небольшая мраморная скульптура «Баварский курфюрст Максимилиан Эмануэль II», созданная на последнем году жизни художника.

## Статуи в садах Нимфенбурга. 1715—1728

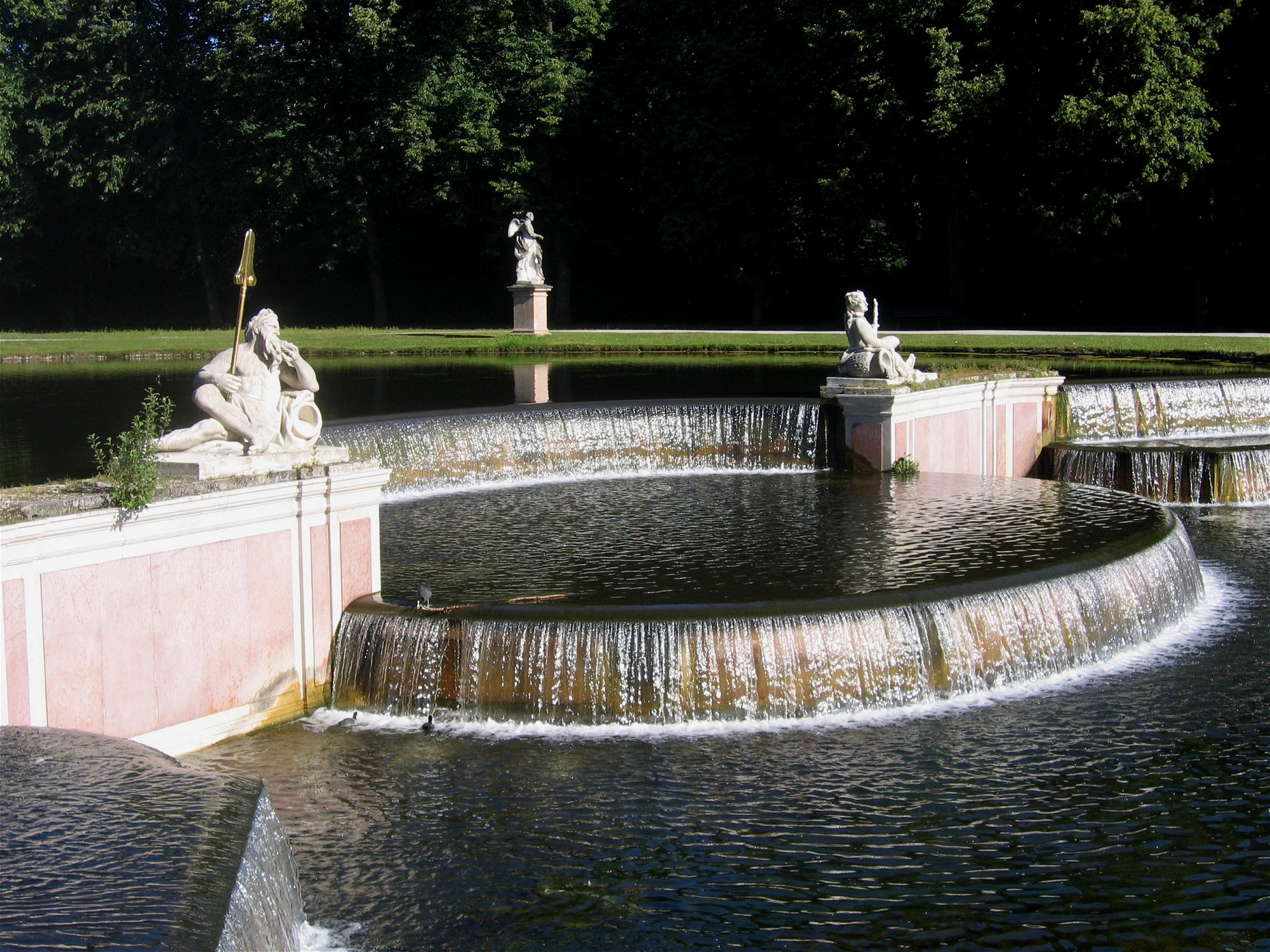
Большой каскад
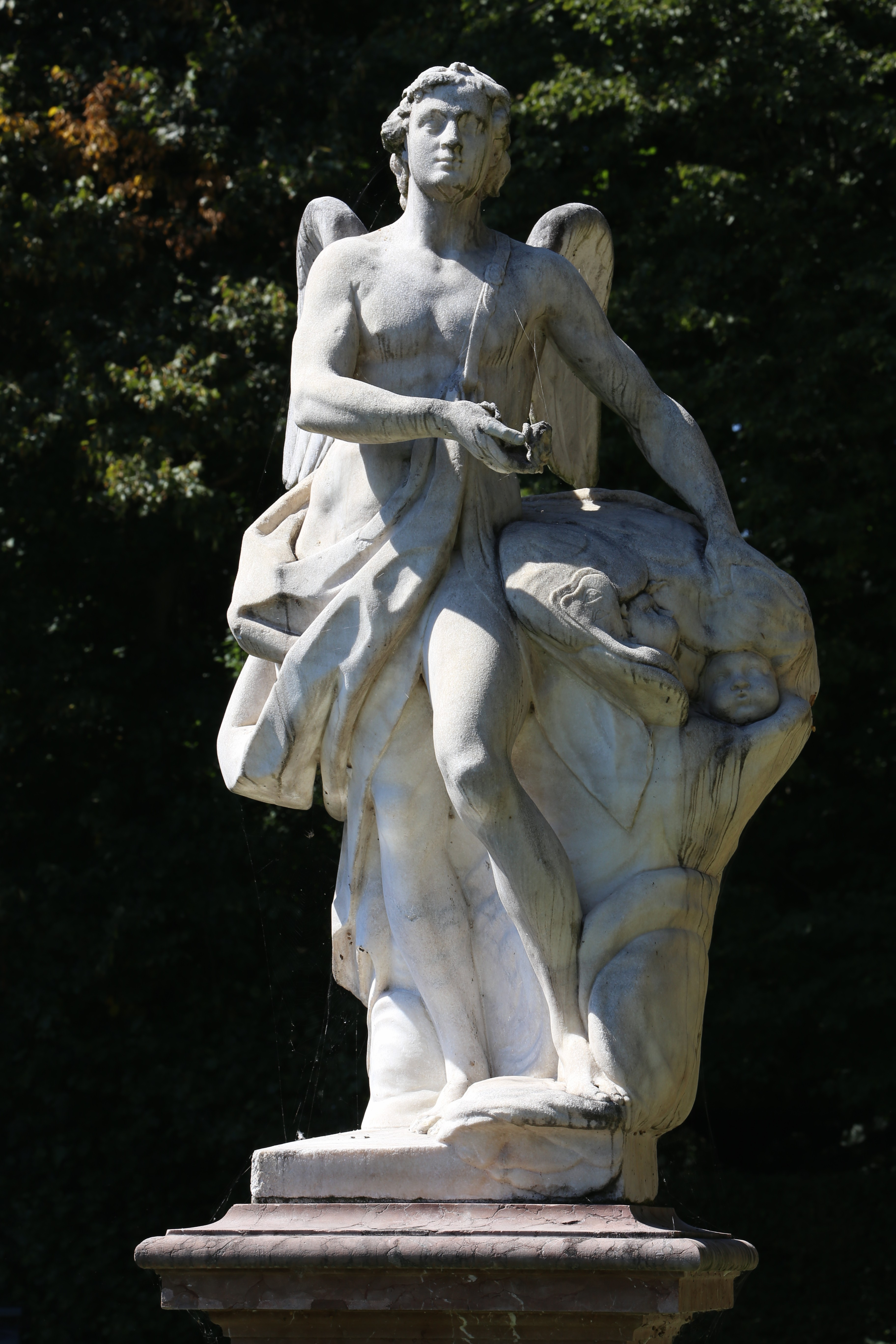
Эол
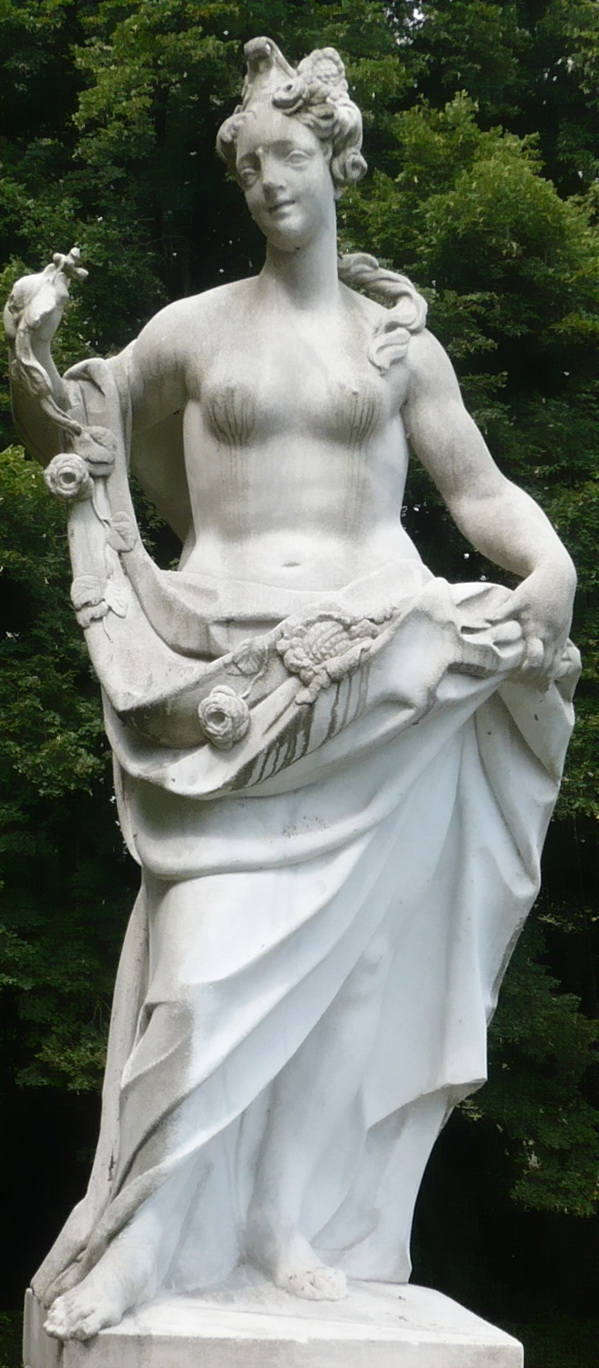
Флора
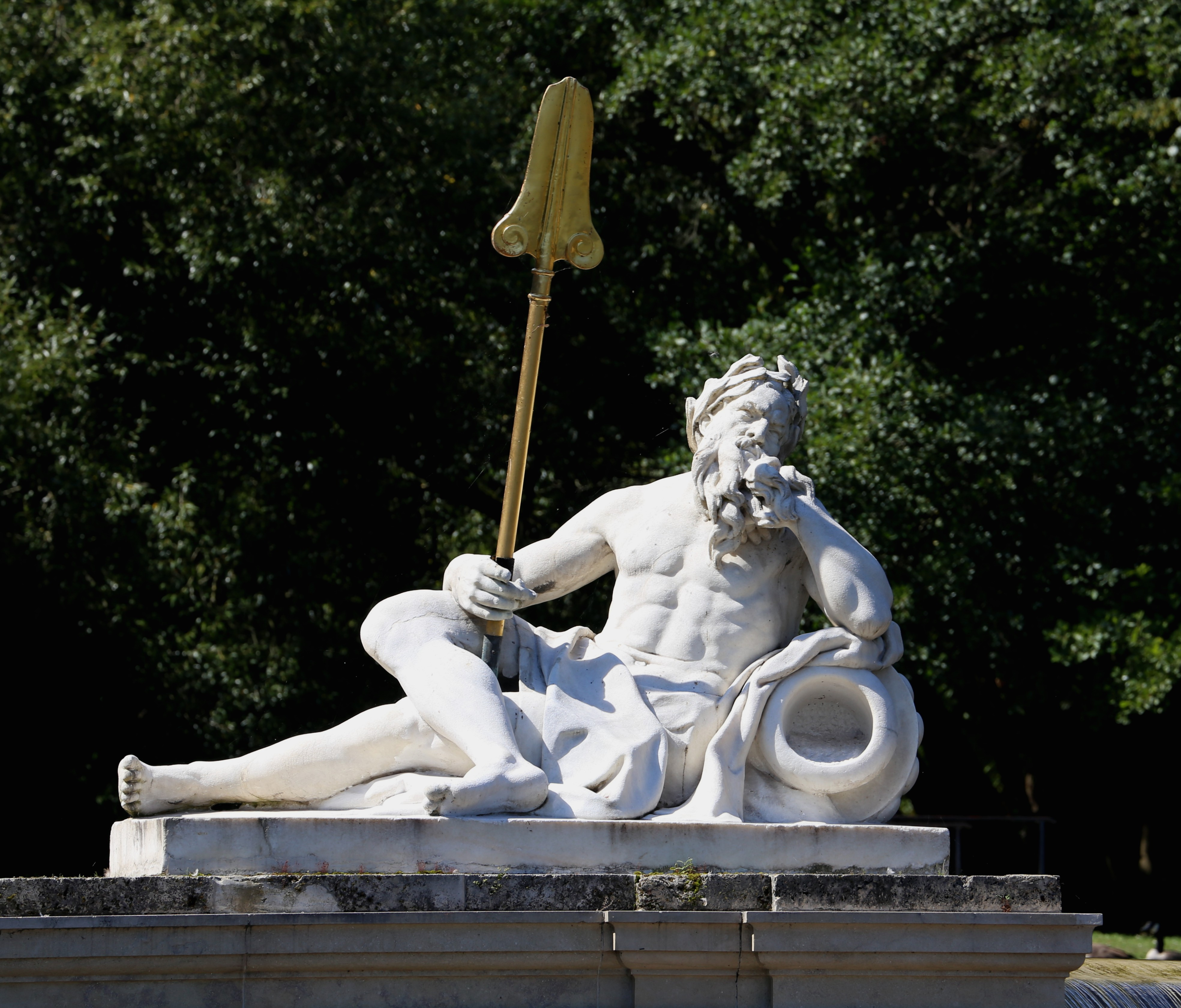
Дунай
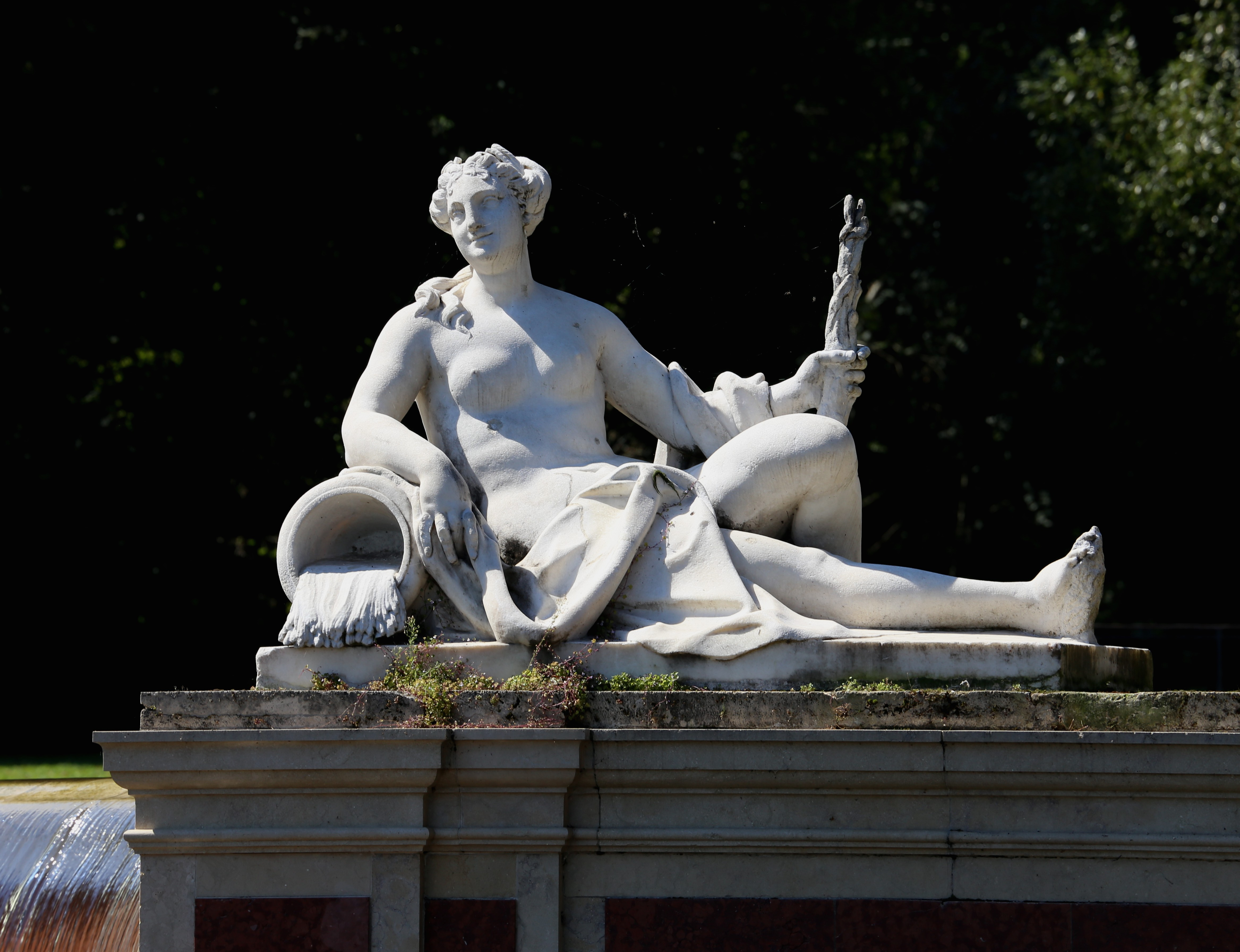
Изар
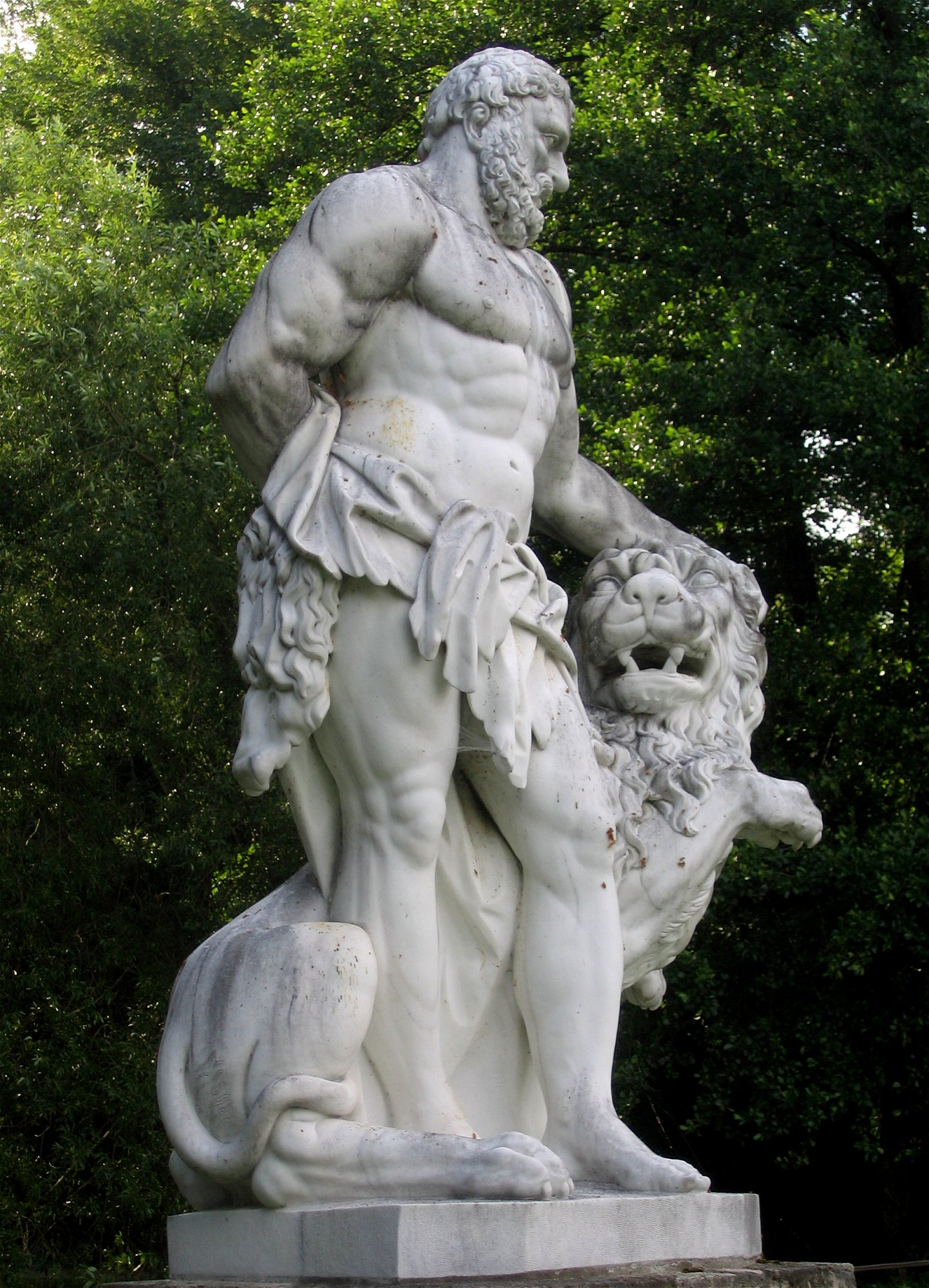
Геркулес
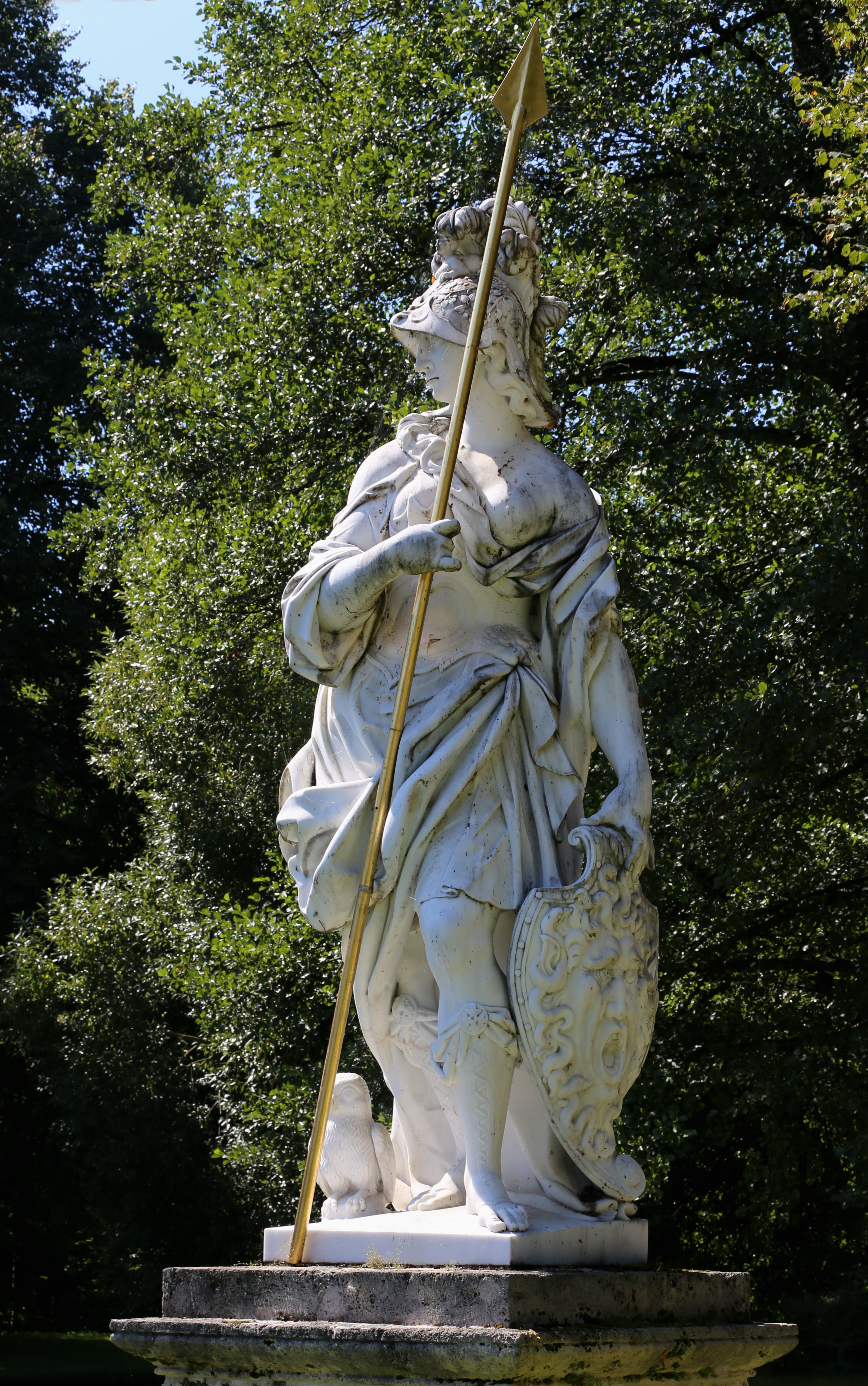
Минерва